# Stazione di Spotorno-Noli
Stazione di Spotorno-Noli vasútállomás Olaszországban, Spotorno településen.

## Vasútvonalak
Az állomást az alábbi vasútvonalak érintik:
- Genova–Ventimiglia-vasútvonal

## Kapcsolódó állomások
A vasútállomáshoz az alábbi állomások vannak a legközelebb:
- Stazione di Finale Ligure Marina
- Stazione di Quiliano-Vado Ligure